# Абду, Амир
Амиредин «Амир» Абду (фр. Amir Abdou; род. 8 июля 1972, Марсель, Франция) — французский и коморский тренер.

## Карьера
Родился во французском Марселе в семье с коморскими корнями. На родине Абду руководил любительскими коллективами. В 2014 году он занял пост главного тренера сборной Коморских островов. Изначально Абду планировали пригласить в нее в роли ассистента, а национальную команду должен был возглавить известный французский специалист Анри Стамбули, но в итоге начинающий наставник стал тренировать ее самостоятельно. Именно при нем сборная стала переживать подъем. К играм за нее Абду стал привлекать французских игроков с коморскими корнями и они стали приносить результат. В 2022 году Коморы дебютировали на Кубке африканских наций в Камеруне. С первой же попытки команда Абду с третьего места в группе сумела пройти в 1/8 финала. На первой стадии плей-офф она в упорной борьбе уступила хозяевам турнира сборной Камеруна (1:2). Причем перед встречей сразу 12 коморских игроков (из них два вратаря) сдали положительные тесты на ковид, а еще один голкипер Салим Бен-Буана был травмирован. В итоге в заявку сборной были внесены всего 12 человек, а место в воротах с самого начала поединка занял номинальный защитник Шакер Аль-Хадур. Сам Абду также отсутствовал на тренерской скамейки из-за положительного теста. Несмотря на огромные проблемы, Коморы достойно провели встречу против «суперорлов».
3 марта 2022 года Амир Абду стал главным тренером сборной Мавритании. Наставник уже успешно трудился в этой стране: параллельно с работой на Коморах он возглавлял мавританский клуб «Нуадибу», с которым становился чемпионом страны.

## Достижения
- Чемпион Мавритании (2): 2020/21, 2021/22.